# Hendrik Johan van Zadelhoff
Hendrik Johan (Henny) van Zadelhoff (Pakan Baroe, Nederlands-Indië, 20 januari 1920 – Sachsenhausen, 3 mei 1942) was een Nederlands verzetsman tijdens de Tweede Wereldoorlog.

## Biografie
Henny van Zadelhoff werd geboren in Pakan Baroe als zoon van Aalt Willem van Zadelhoff en Berendina Elisabeth Geerlings. Hij kwam naar Nederland om in Delft mijnbouwkunde te studeren. Daar raakte hij betrokken bij het verzet van de Delftse studenten en werd lid van de Mekel-groep. Op 27 augustus 1941 werd hij met Sietze Jan van der Velde gearresteerd. In Kamp Amersfoort werd hij tijdens het Proces der 72 met 71 lotgenoten ter dood veroordeeld. De veroordeelden werden daarna meteen naar barak 4 gebracht. Daarna werden zij door de Grüne Polizei in groepjes van tien in overvalwagens geladen. Naast iedere gevangene zat aan weerszijden een bewaker. Achterin zaten twee bewakers met machinegeweren. De andere gevangenen moesten in rijen opgesteld zwijgzaam toekijken.
Uiteindelijk kwam hij in concentratiekamp Sachsenhausen terecht, waar hij op zondag 3 mei 1942 met andere leden van de Mekel-groep werd geëxecuteerd.

## Eerbetoon
- Ter herdenking van de 72 mannen die op 3 mei 1942 in Sachsenhausen ter dood werden gebracht, werd door het Rijksinstituut voor Oorlogsdocumentatie in 1945 een speciale brochure uitgegeven.[4]
- Zijn naam staat vermeld op de Erelijst van Gevallenen 1940-1945.[5]
- Hij wordt herdacht in het Jaarboek der Mijnbouwkundige Vereeniging te Delft, 1941-1946, p. 36-37.[6]